# La Vieille-Loye
La Vieille-Loye és un municipi francès situat al departament del Jura i a la regió de Borgonya - Franc Comtat. L'any 2007 tenia 371 habitants.

## Demografia

### Població
El 2007 la població de fet de La Vieille-Loye era de 371 persones. Hi havia 164 famílies de les quals 48 eren unipersonals (28 homes vivint sols i 20 dones vivint soles), 56 parelles sense fills, 48 parelles amb fills i 12 famílies monoparentals amb fills.
La població ha evolucionat segons el següent gràfic:
Habitants censats

### Habitatges
El 2007 hi havia 194 habitatges, 163 eren l'habitatge principal de la família, 16 eren segones residències i 15 estaven desocupats. 169 eren cases i 25 eren apartaments. Dels 163 habitatges principals, 125 estaven ocupats pels seus propietaris, 29 estaven llogats i ocupats pels llogaters i 9 estaven cedits a títol gratuït; 8 tenien dues cambres, 31 en tenien tres, 32 en tenien quatre i 92 en tenien cinc o més. 141 habitatges disposaven pel capbaix d'una plaça de pàrquing. A 76 habitatges hi havia un automòbil i a 76 n'hi havia dos o més.

### Piràmide de població
La piràmide de població per edats i sexe el 2009 era:
| Homes | Edats   | Dones |
| ----- | ------- | ----- |
| 0     | 95 o +  | 0     |
| 4     | 90 a 94 | 4     |
| 0     | 85 a 89 | 0     |
| 0     | 80 a 84 | 4     |
| 0     | 75 a 79 | 0     |
| 16    | 70 a 74 | 0     |
| 4     | 65 a 69 | 16    |
| 20    | 60 a 64 | 16    |
| 8     | 55 a 59 | 8     |
| 8     | 50 a 54 | 8     |
| 8     | 45 a 49 | 8     |
| 24    | 40 a 44 | 8     |
| 0     | 35 a 39 | 12    |
| 32    | 30 a 34 | 24    |
| 12    | 25 a 29 | 4     |
| 4     | 20 a 24 | 0     |
| 12    | 15 a 19 | 16    |
| 20    | 10 a 14 | 0     |
| 8     | 5 a 9   | 16    |
| 12    | 0 a 4   | 8     |

## Economia
El 2007 la població en edat de treballar era de 250 persones, 173 eren actives i 77 eren inactives. De les 173 persones actives 159 estaven ocupades (85 homes i 74 dones) i 14 estaven aturades (9 homes i 5 dones). De les 77 persones inactives 40 estaven jubilades, 22 estaven estudiant i 15 estaven classificades com a «altres inactius».

### Ingressos
El 2009 a La Vieille-Loye hi havia 159 unitats fiscals que integraven 387 persones, la mediana anual d'ingressos fiscals per persona era de 17.931 €.

### Activitats econòmiques
Dels 8 establiments que hi havia el 2007, 1 era d'una empresa de fabricació d'altres productes industrials, 3 d'empreses de comerç i reparació d'automòbils, 1 d'una empresa d'informació i comunicació, 1 d'una empresa immobiliària, 1 d'una empresa de serveis i 1 d'una entitat de l'administració pública.
L'únic establiment comercial que hi havia el 2009 era una carnisseria.
L'any 2000 a La Vieille-Loye hi havia 5 explotacions agrícoles.

## Equipaments sanitaris i escolars
El 2009 hi havia una escola elemental integrada dins d'un grup escolar amb les comunes properes formant una escola dispersa.

## Poblacions més properes
El següent diagrama mostra les poblacions més properes.